# 特遣隊 (香港海關)
特遣隊（英文：Special Task Force，縮寫：STF）於2001年年中成立，前身為臨時特遣隊，隸屬於香港海關情報及調查處，主要責任為掃蕩盜版、取締私煙及非法燃油的販賣等不法行為。此外，將在行動中搜集得來的資料轉交版權及商標調查科跟進，確保盜版產品的入口、製造、分銷及儲存各方面的非法活動加以分析及整理，以方便於日後策劃更大型的掃蕩行動。

## 組織
特遣隊直屬於助理關長（管制及知識產權），由一位監督率領，其下有兩位助理監督、4位高級督察、5位督察及逾170名員佐級人員和貿易主任，逾185名人員。
- 特遣隊
  - 反私煙調查組（前稱反私煙特遣隊），於2000年4月成立。
    - 私煙電購專責隊，專門負責打擊購買私煙活動，於2012年全年，即檢控了166名買賣私煙者（包括速遞或者於街上買賣）[1]。

  - 反私油調查組（前稱柴油管制組），於1996年5月成立。
  - 反盜版特遣隊

### 歷任主管
- 方輝鴻

## 歷史
1999年3月，海關關長曾俊華上任後，於同年6月28日批准成立臨時特遣隊，有185名人員，專門負責打擊於盜版光碟販賣等行為。1999年7月，特遣隊全體人員聯同逾百名版權及商標調查局出動，進行為期兩日的全香港性打擊盜版行動，突擊搜查了逾54間販賣盜版光碟的商鋪，拘捕了42名疑犯，檢獲了逾14萬隻盜版光碟，市場價值約350萬港元。成立半年以來，海關臨時特遣隊檢獲了逾490萬張盜版光碟，市場價值達到9,300萬港元，及拘捕了逾1,400名疑犯，處理了逾2,000宗個案。與此同時，有11名人員於執勤時受到傷害，部份非法經營者於香港報章上向特遣隊宣戰，揚言將會以注有愛滋病病毒的注射器襲擊海關特遣隊隊員。
2001年年中，香港海關決定正式成立特遣隊，將其列入香港海關正規架構，並且擴大職能。
2004年3月20日晚上11時45分，有特遣隊隊員於其位於尖沙咀中間道的行動組總部正門發現一個銀色膠袋，內藏一個小型電子鬧鐘，綁有電線，及兩條懷疑爆裂物。與此同時，香港警務處指揮及控制中心亦接獲從旺角電話亭的匿名電話，報告海關特遣隊行動組總部門外放置有炸彈。警務處爆炸品處理課出動，利用遙距控制拆彈機械人引爆上述懷疑計時詐彈，最終證實為詐彈。對此，香港海關表示未有接收任何恐嚇資訊，警務處則不排除事件與海關近日大舉地打擊盜版光碟、私煙及私油等非法活動，而惹起走私犯罪集團報復。香港海關發言人期後表示，不會猜測事件是否與近日其大舉地打擊私煙活動有關係，強調將會繼續無懼地執行任務。
2010年4月起，為了統籌打擊走私活動的事務，香港海關調派特遣隊對應各種走私活動進行調查。

## 裝備
- 伸縮警棍
- 史密斯威森軍警型左輪手槍
  - 快速装弹器
- 雷明登870泵動式霰彈槍

## 以特遣隊為題材的作品
- 《雷霆第一關》